# St. Ulrich (Königsbrunn)

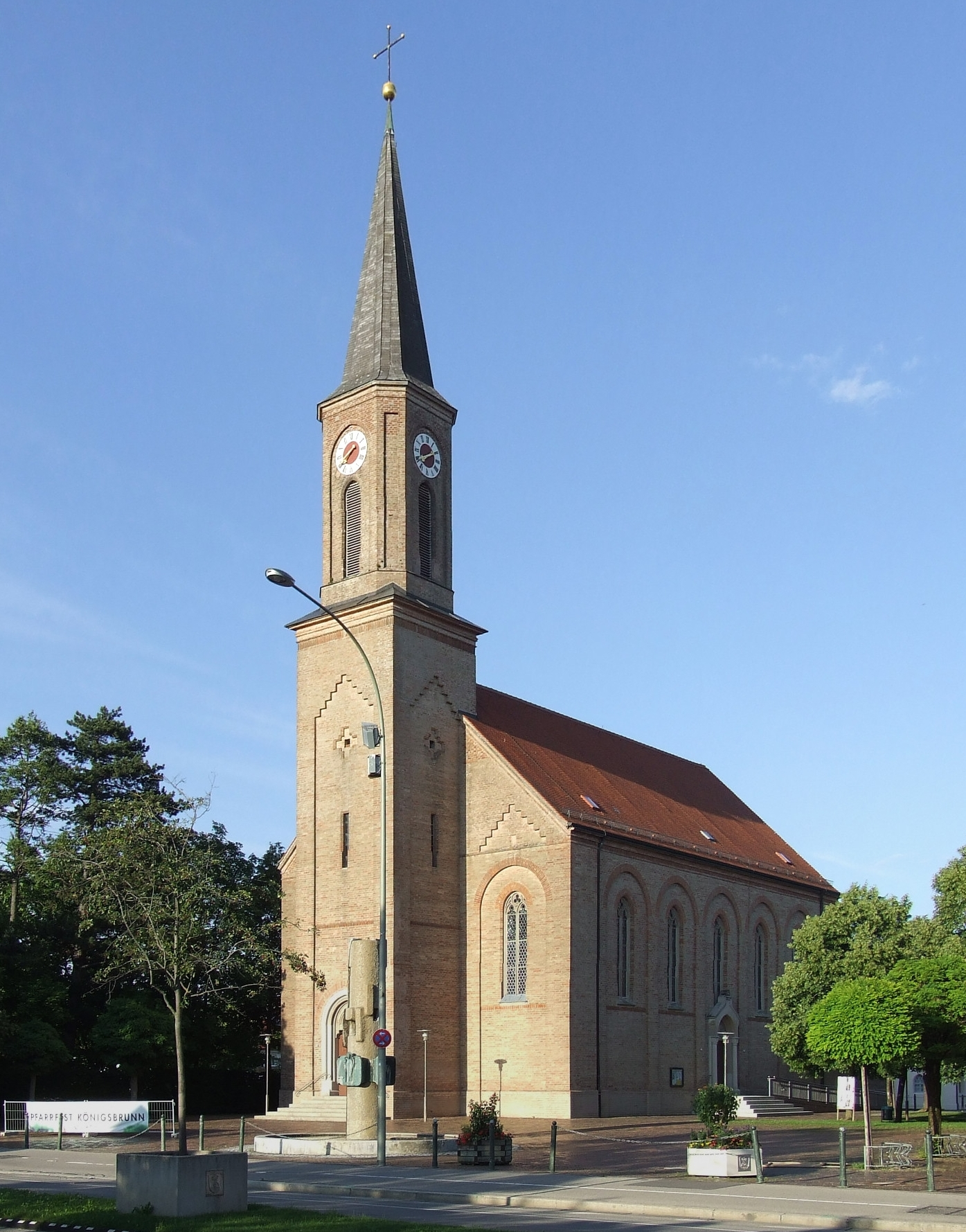
St. Ulrich in Königsbrunn (2012)

St. Ulrich ist eine römisch-katholische Pfarrkirche in der Stadt Königsbrunn im schwäbischen Landkreis Augsburg in Bayern. Sie wurde in den Jahren 1855 bis 1858 im neugotischen Stil erbaut und ihr Patrozinium bezieht sich auf den heiligen Ulrich von Augsburg. Die Kirche ist als Baudenkmal in die Bayerische Denkmalliste eingetragen.

## Geschichte
Die Kirche wurde nach Plänen von Lorenz Hoffmann durch Max Treu errichtet. Um eine möglichst hohe Spendensumme für den Bau zu sammeln, stellte man sie als nationales Denkmal zur Erinnerung an die Schlacht auf dem Lechfeld von 955 dar. Die Grundsteinlegung erfolgte daher am 9. August 1855 während einer großen Gedenkfeier zum 900. Jahrestag des Sieges über die Ungarn. Nach mehrjähriger Bauzeit wurde die Kirche am 10. August 1858 geweiht.

## Architektur
St. Ulrich wurde im Stil der Neugotik als Saalkirche mit eingezogenem, dreiseitig geschlossenem Chor auf der Ostseite erbaut. Der quadratische Fassadenturm auf der Westseite hat vier Geschosse und erreicht eine Höhe von 36 Metern. Unten ist der Haupteingang. In seinem obersten, an den Kanten abgeschrägten Stockwerk sind Glockenstuhl und Turmuhr eingebaut. Den oberen Abschluss bildet ein hoher Spitzhelm. Die Fassade des Blankziegelbaus ist schlicht ausgebildet. Sowohl an der Seite des Langhauses als auch an der Westseite befinden sich Fenster mit Spitzbögen.
Am Südeingang stehen zwei Säulen mit würfelförmigen Kapitellen; darüber erstreckt sich ein Tympanon, in dessen Mitte der heilige Ulrich dargestellt ist. Links neben ihm ist eine Prozession auf dem Weg in Richtung Klosterlechfeld und rechts neben ihm sind Symbole verschiedener Berufsgruppen abgebildet.

## Innenraum und Ausstattung
Im Inneren der Kirche setzt sich der neugotische Baustil fort. Zwischen dem Kirchenschiff und dem Chor befindet sich ein gedrückter Spitzbogen mit Hohlkehlen. Die flachbogige Decke des Langhauses ist als Netzgewölbe mit Stichkappen an den Gewölbeansätzen ausgebildet.
Die Innenausstattung stammt größtenteils aus der Erbauungszeit. Charakteristisch sind die schlanken, fein gearbeiteten Fialen (Ziertürmchen) und die im Nazarener-Stil ausgeführten Bilder und Skulpturen. Die drei Altäre und die Kanzel wurden von dem Krumbacher Bildhauer Ignaz Bader nach Entwürfen des Münchner Architekten Schneider gefertigt.

### Hochaltar
Im Zentrum des Hochaltars steht Christus am Kreuz, dargestellt als noch lebender Gekreuzigter mit erhobenem Haupt und offenen Augen. Links von ihm steht seine Mutter Maria, rechts der Apostel Johannes. Weiter außen sind die Heiligen Ulrich von Augsburg und Afra zu sehen, die zu den bedeutenden Bistumspatronen der Region gehören.

### Seitenaltäre
Der rechte Seitenaltar (Marienaltar) zeigt in der Mitte eine Darstellung der unbefleckten Jungfrau Maria und zu ihrer Linken den heiligen Georg als Ritter mit Lanze und Kreuzzeichen, der den Drachen als Symbol des Bösen besiegt. Rechts steht der heilige Abt Wilhelm von Aquitanien, ein Neffe Karls des Großen. Dieser kämpfte gemeinsam mit ihm gegen die Sarazenen und gründete das Kloster Saint-Guilhem-le-Désert. In der Kirche ist er dargestellt, weil er der Namenspatron des Erbauers von St. Ulrich, Pfarrer Wilhelm Glatzmayer, war.
Am linken Seitenaltar ist der heilige Laurentius dargestellt; der Weihetag von St. Ulrich im Jahr 1858 war der Gedenktag seines Martyriums (10. August). Flankiert wird Laurentius von der heiligen Elisabeth von Thüringen, die mit Kirche und Brotkorb gezeigt wird, sowie vom heiligen Bischof Hilarius von Poitiers. Elisabeth war als ungarische Prinzessin und Landgräfin von Thüringen für ihre Mildtätigkeit bekannt; Hilarius setzte sich erfolgreich gegen die Irrlehre des Arianismus ein.

### Chorfenster
Die vier Chorfenster wurden zwischen 1972 und 1974 von dem Augsburger Kunstmaler Richard Schiele im neugotischen Stil gestaltet. Die beiden inneren Fenster zeigen Motive aus dem Neuen Testament, die äußeren thematisieren Szenen aus dem Alten Testament. Alle Darstellungen haben Bezug zum Opfertod Christi und zum heiligen Messopfer.

### Kanzel
Der Kanzelkorb ist sechseckig und trägt Figuren der vier Evangelisten. Jeder Evangelist wird zusammen mit seinem Symbol gezeigt: Matthäus (Mensch bzw. Engel), Markus (Löwe), Lukas (Stier) und Johannes (Adler).

### Deckengemälde
Das Deckengemälde von Ferdinand Wagner aus Schwabmünchen ist in drei Hauptszenen gegliedert. Es zeigt erstens Episoden aus der Schlacht gegen die Ungarn, zweitens den heiligen Ulrich, der vor dem Augsburger Dom um Beistand bittet, und drittens den erhöhten Christus in einem Strahlenkranz, umgeben von Engeln.

### Skulpturen
An den Wänden sind zwölf Apostelfiguren angebracht. Es sind Kopien der sogenannten Blutenburger Apostel aus der Schlosskapelle St. Sigismund in München. Diese spätgotischen Originale stammen von einem unbekannten Meister und werden häufig reproduziert.
Auf der rechten Seite stehen Petrus, Johannes, Judas Thaddäus, Bartholomäus, Jakobus der Jüngere und Thomas, auf der linken Seite Paulus, Jakobus der Ältere, Andreas, Matthias, Philippus und Simon der Zelot. Zwischen den Apostelreihen finden sich weitere Skulpturen: eine seltene Darstellung des heiligen Josef, der eine Lilie hält und mit der rechten Hand schützend eine Kirche auf Felsen bedeckt, sowie eine Pietà. Unter der Empore stehen Halbfiguren des heiligen Vitus (spätgotisch) sowie seiner Zieheltern Creszentia und Modestus.

## Orgel
Die Orgel mit 24 Registern auf zwei Manualen und Pedal wurde von Maximilian Offner, Kissing im Jahr 1980 neu gebaut. Die Disposition lautet:
| Hauptwerk   |        |
| Principal   | 8′     |
| Rohrflöte   | 8′     |
| Octav       | 4′     |
| Flöte       | 4′     |
| Sesquialter | 2 3⁄3′ |
| Waldflöte   | 2′     |
| Mixtur IV–V | 1 ⁄3′  |
| Trompete    | 8′     |

| Schwellwerk |       |
| Gedeckt     | 8′    |
| Salicional  | 8′    |
| Principal   | 4′    |
| Spitzflöte  | 4′    |
| Octav       | 2′    |
| Quint       | 1 ⁄3′ |
| Cymbel III  | 1⁄3′  |
| Dulcian     | 16′   |
| Krummhorn   | 8′    |
| Tremulant   |       |

| Pedal         |       |
| Subbaß        | 16′   |
| Prästant      | 8′    |
| Gedecktflöte  | 8′    |
| Choralbaß     | 4′+2′ |
| Rauschbaß III | 2 ⁄3′ |
| Fagott        | 16′   |
| Klarine       | 4′    |

- Koppeln: Normalkoppeln
- Bemerkungen: Schleiflade, mech. Spiel- und elektrische Registertraktur, freistehender Spieltisch, siebenteiliger neugotischer Prospekt der Vorgängerorgel (2. Hälfte 19. Jh.)